# ميشيل ترمانيني
ميشيل تيرمانيني (مواليد 8 مايو 1998) هو لاعب كرة قدم محترف يشغل مركز قلب الدفاع في صفوف نادي الوكرة القطري. وُلد في السويد، ويمثل المنتخب الفلسطيني على المستوى الدولي.

## المسيرة الاحترافية
بدأ ميشيل تيرمانيني مشواره في كرة القدم وهو في العاشرة من عمره، حيث التحق بنادي أولمبيك في مدينة مالمو السويدية. في سن السابعة عشرة، انتقل إلى نادي إسكيلستونا قادمًا من نادي LB07.
سجّل ظهوره الاحترافي الأول مع إسكيلستونا في 15 يوليو 2017، خلال مباراة فاز فيها فريقه 2–1 على نادي كالمار.
في 25 سبتمبر 2018، انتقل إلى فلسطين ووقّع مع نادي هلال القدس. ثم عاد إلى السويد في أبريل 2019، حيث انضم إلى نادي Torns IF.
في أغسطس 2020، انتقل إلى مصر للعب مع نادي زيد. وفي ديسمبر من العام ذاته، وقّع عقدًا لمدة عام مع نادي النصر صلالة في الدوري العماني.
في 1 يوليو 2021، انتقل إلى نادي القادسية الكويتي بعقد يمتد حتى نهاية موسم 2021–22.[بحاجة لمصدر]

## المسيرة الدولية
شارك ميشيل تيرمانيني مع منتخب فلسطين تحت 23 سنة لكرة القدم في بطولة آسيا تحت 23 سنة لكرة القدم 2018، والتي أقيمت في الصين.
خاض مباراته الأولى مع منتخب فلسطين لكرة القدم في 11 مايو 2018، خلال لقاء ودي أمام منتخب الكويت لكرة القدم، انتهى بخسارة فلسطين بنتيجة 0–2.

### الأهداف الدولية
| رقم | التاريخ      | المكان                                     | الخصم    | النتيجة بعد الهدف | النتيجة النهائية | المسابقة                      |
| --- | ------------ | ------------------------------------------ | -------- | ----------------- | ---------------- | ----------------------------- |
| 1   | 25 مارس 2023 | استاد البحرين الوطني، الرفاع، البحرين      | البحرين  | 1–0               | 2–1              | مباراة ودية                   |
| 2   | 26 مارس 2024 | استاد باشوندارا كينغز أرينا، دكا، بنغلاديش | بنغلاديش | 1–0               | 1–0              | تصفيات كأس العالم 2026 (آسيا) |

## الإنجازات
الكاظمة
- كأس أمير الكويت: 2022
- الدرجة الثانية المصرية: 2022–23